# Pardosa tatarica
Pardosa tatarica este o specie de păianjeni din genul Pardosa, familia Lycosidae. A fost descrisă pentru prima dată de Thorell, 1875.

## Subspecii
Această specie cuprinde următoarele subspecii:
- P. t. ligurica
- P. t. saturiator